# Ormyrus rosae
Ormyrus rosae är en stekelart som beskrevs av William Harris Ashmead 1885. Ormyrus rosae ingår i släktet Ormyrus och familjen kägelglanssteklar. Inga underarter finns listade i Catalogue of Life.